# 東計電算
株式会社東計電算（とうけいでんさん）は、神奈川県川崎市中原区に本社を置くシステムインテグレーター（独立系）。業種別・業務別の情報システム提供やデータセンターサービス等を行っている。

## 沿革
- 1962年4月 - 東京濾器株式会社が機械計算課を設置。
- 1968年11月 - 同課はIBM360モデル20を導入。生産管理を中心としたトータルシステムの機械化を実現。
- 1970年4月 - 東京濾器機械計算課・甲田公認会計士事務所などを母体に株式会社東京濾器計算センターを設立。
- 1972年10月 - 資本金を1,000万円に増資。
- 1974年1月 - 千葉県船橋市に千葉営業所を開設。
- 1975年4月 - 株式会社東計電算センターに社名変更。
- 1975年10月 - 愛知県名古屋市中村区に名古屋営業所を開設。
- 1977年4月 - オンラインサービスを開始。
- 1977年9月 - 資本金を5,000万円に増資。
- 1979年10月 - 日本電気株式会社とディーラー契約を結びコンピュータの販売を開始。
- 1979年12月 - コンピュータ室、穿孔部門の運営受託業務を開始。
- 1980年4月 - 株式会社東計電算に社名変更。ソフトウェア部門を設け、オンラインプログラムの開発を開始。
- 1980年6月 - 高速漢字プリンターを導入し、漢字システムの開発を開始。
- 1980年10月 - ソフトウェア部門で自動設計、技術計算のソフトウェアの開発を開始。
- 1981年4月 - ソフトウェア部門でマイクロ・コンピュータソフトウェアの開発を開始。
- 1982年6月 - システム開発部門を設け、業種別システムの開発を開始。
- 1982年11月 - 東京都千代田区に中央営業所を開設。
- 1983年1月 - 資本金を1億2500万円に増資。
- 1984年3月 - 1984年3月 資本金を1億5000万円に増資。
- 1984年10月 - 大阪府大阪市東区に大阪営業所を開設。
- 1985年2月 - 資本金を2億円に増資。
- 1986年5月 - 東京都港区に東京南営業所を開設。
- 1987年3月 - 資本金を2億5000万円に増資。
- 1988年2月 - 流通営業部を設け、流通VAN事業を開始。
- 1989年3月 - 資本金を2億7500万円に増資。
- 1990年3月 -  資本金を3億円に増資。
- 1991年1月 - 資本金を3億6000万円に増資。
- 1992年2月 - 資本金を7億3250万円に増資。
- 1995年11月 - 千葉県市川市に社屋を完成。市川事業所を開設。
- 1996年1月 - 神奈川県川崎市中原区に本社社屋を完成移転。
- 1996年4月 - 資本金を9億7250万円に増資。
- 1998年1月 - 東京都千代田区に社屋を完成。東京事業所を開設。
- 2000年3月 - 東京証券取引所2部に上場。
- 2000年10月 -第1データセンターを完成。
- 2004年12月 - 東京証券取引所1部へ指定替え。
- 2012年5月 -第2データセンターを完成。
- 2012年7月 -タイにTOUKEI（THAILAND）CO.,LTD.を設立。
- 2012年8月 -コールセンター業務を開始。
- 2016年12月 - 福島県にいわき営業所及び福島営業所を開設。
- 2017年12月 - 本社社屋の増改築を行い、竣工。
- 2019年04月 - 埼玉県八潮市に八潮事業所を開設。

## 事業所
- 本社：神奈川県川崎市中原区市ノ坪150
- 川崎第1事業所：神奈川県川崎市中原区今井南町8-46
- 川崎第2事業所：神奈川県川崎市中原区新丸子東2-926-10
- 中原事業所：神奈川県川崎市中原区下小田中5-11-21
- 東京事業所：東京都千代田区外神田2-8-13
- 立川事業所：東京都立川市羽衣町2-11-12
- 武蔵野営業所：東京都武蔵野市境2-10-2 武蔵野ハイツ102
- 千葉営業所：千葉県市川市原木1-3-23
- 茂原営業所：千葉県茂原市茂原1570-2
- 三浦営業所：神奈川県三浦市初声町下宮田599-16
- 座間営業所：神奈川県座間市緑ヶ丘1-1-26
- 宇都宮営業所：栃木県宇都宮市吉野1-10-17メゾンド・フジ1F
- 福島営業所：福島県福島市新町7-21
- いわき営業所：福島県いわき市内郷高坂町大町54-6
- 名古屋事業所：愛知県名古屋市中村区名駅南1-13-21
- 大阪出張所：大阪府大阪市天王寺区上本町6-9-10 青山ビル本館4階408号室